# Examen de citoyenneté canadienne

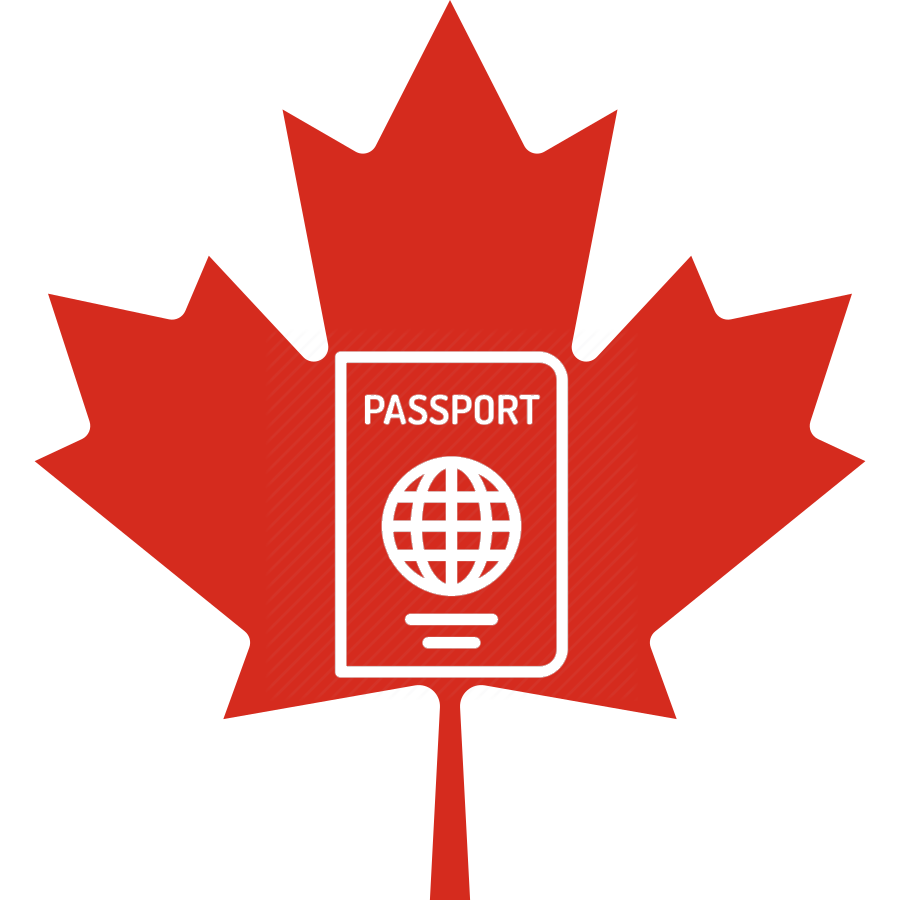
Icône de feuille d'érable derrière un passeport

L'examen de citoyenneté canadienne est un test administré par le ministère de l'Immigration, des Réfugiés et de la Citoyenneté du Canada et imposé à tous les demandeurs de la citoyenneté canadienne, âgés de 18 à 54 ans et répondant aux exigences de base de la citoyenneté.  Le test est disponible en français et en anglais , les langues officielles du Canada. Le test est généralement écrit, mais dans certains cas, il peut être oral et se dérouler sous la forme d'un entretien avec un fonctionnaire de la citoyenneté. Le ministère de l'Immigration, des Réfugiés et de la Citoyenneté décide si le demandeur passe l'examen par écrit ou oral, en fonction de différents critères. 

## Le test
Le test dure 30 minutes et contient 20 questions à choix multiples. Les candidats à la citoyenneté doivent répondre correctement à au moins 15 questions (75 %) pour réussir le test.

### Contenu du test
Le test est produit à partir d'une base d'environ 200 questions et s'appuie sur le contenu du guide officiel Découvrir le Canada (Les droits et responsabilités de la citoyenneté). Le test pose des questions sur les thèmes suivants, :
- Droits et responsabilités d'un citoyen canadien ( par exemple,  "Citez trois droits légalement protégés par la Charte canadienne des droits et libertés ."  )
- Histoire canadienne (par exemple, Qui étaient les Loyalistes de l'Empire-Uni ?) ;
- Systèmes politiques canadiens (par exemple, Comment les députés sont-ils choisis ?) ;
- Géographie physique et politique du Canada (par exemple, Où sont situés les bâtiments du Parlement ?) ;
- Et des questions spécifiques sur la région du demandeur (par exemple, Quel est le nom du premier ministre de votre province ou territoire ?).

Les valeurs canadiennes, telles que la démocratie, l'égalité des sexes et les droits de la personne, ont une place plus importantes dans la nouvelle édition. Les racines et les populations autochtones du Canada sont également beaucoup mieux représentées. 
Le test évalue également les capacités linguistiques. Pour réussir l'examen, le demandeur doit comprendre des propos et des questions simples et communiquer des informations simples avec le personnel de Citoyenneté et Immigration Canada en français ou en anglais. 
Le 15 mars 2010, un nouveau test plus approfondi a été introduit. Ce test est basé sur un guide plus long de 63 pages intitulé Découvrir le Canada. Cela donne aux immigrants une image plus riche de l'histoire, de la culture, du droit et de la politique du Canada. Dans le même temps, les immigrants sont tenus de mémoriser davantage de faits pour le test. 

## Taux d'échec
Le taux d'échec au test de citoyenneté était faible jusqu'à récemment. Ainsi en 2008, environ 4 % des 145 000 personnes ayant passé le test ont échoué.
Cependant, le taux d’échec pour le nouveau test de citoyenneté est beaucoup plus élevé. Lors de son introduction, le 15 mars 2010, le taux d'échec est passé à 30 %. Plus tard, une version remaniée du test, introduite le 14 octobre 2010, a ramené le taux d'échec national à environ 20 %, mais ce taux est toujours nettement supérieur à celui de l'ancien test.

## Après avoir réussi
Lorsque le demandeur satisfait à la norme de 15 réponses correctes et que le juge de la citoyenneté estime que le demandeur satisfait à toutes les exigences en matière de citoyenneté, le demandeur est soit invité à assister à une cérémonie de citoyenneté dans un délai de six mois, ou bien il reçoit un questionnaire sur sa résidence lui demandant de prouver qu'il vit au Canada.  
En cas de doute sur l'atteinte des exigences linguistiques en anglais ou en français du demandeur, une audience avec un juge de la citoyenneté est programmée. 
Le demandeur est tenu de prêter serment ou de faire prêter serment. 

## Après avoir échoué
Un candidat qui échoue peut refaire le test écrit. S'il échoue à nouveau, il doit passer un entretien de 15 à 20 minutes avec un juge de la citoyenneté. Le juge pose alors au requérant 20 questions à choix multiples, vraies ou fausses, ou encore des questions-réponses. Le juge détermine si le demandeur a répondu correctement à 15 questions et a démontré les connaissances nécessaires pour obtenir la citoyenneté. En 2008, environ 20 % des personnes interrogées se sont vu refuser la citoyenneté .

## Voir également
- Immigration au Canada
- Loi sur la nationalité canadienne

### Note
1. ↑  L'article 18 du Règlement sur la citoyenneté stipule désormais que les demandeurs doivent avoir une connaissance suffisante d'un large éventail de sujets. L'inclusion de questions obligatoires dans le test de citoyenneté n'est plus en vigueur depuis le 14 octobre 2010[2].